# Vérines
Vérines est une commune du Sud-Ouest de la France située dans le département de la Charente-Maritime, en région Nouvelle-Aquitaine.
Ses habitants sont appelés les Vérinois et les Vérinoises.

## Géographie

### Hameaux et lieux-dits
Outre le bourg, la commune comprend le village de Loiré et la majeure partie de celui de Fontpatour, le quartier du Pontreau étant partagé entre les communes de Sainte-Soulle et Saint-Médard-d'Aunis.

### Communes limitrophes
| Saint-Ouen-d'Aunis | Longèves             |                                       |
| Sainte-Soulle      | Vérines              | Angliers                              |
|                    | Saint-Médard-d'Aunis | Anais, Saint-Christophe (quadripoint) |

## Urbanisme

### Typologie
Au 1er janvier 2024, Vérines est catégorisée bourg rural, selon la nouvelle grille communale de densité à 7 niveaux définie par l'Insee en 2022.
Elle est située hors unité urbaine. Par ailleurs la commune fait partie de l'aire d'attraction de La Rochelle, dont elle est une commune de la couronne,. Cette aire, qui regroupe 72 communes, est catégorisée dans les aires de 200 000 à moins de 700 000 habitants,.

### Occupation des sols
L'occupation des sols de la commune, telle qu'elle ressort de la base de données européenne d’occupation biophysique des sols Corine Land Cover (CLC), est marquée par l'importance des territoires agricoles (91,3 % en 2018), en diminution par rapport à 1990 (93,3 %). La répartition détaillée en 2018 est la suivante : 
terres arables (83 %), zones urbanisées (8,7 %), zones agricoles hétérogènes (6,9 %), prairies (1,4 %). L'évolution de l’occupation des sols de la commune et de ses infrastructures peut être observée sur les différentes représentations cartographiques du territoire : la carte de Cassini (XVIIIe siècle), la carte d'état-major (1820-1866) et les cartes ou photos aériennes de l'IGN pour la période actuelle (1950 à aujourd'hui).

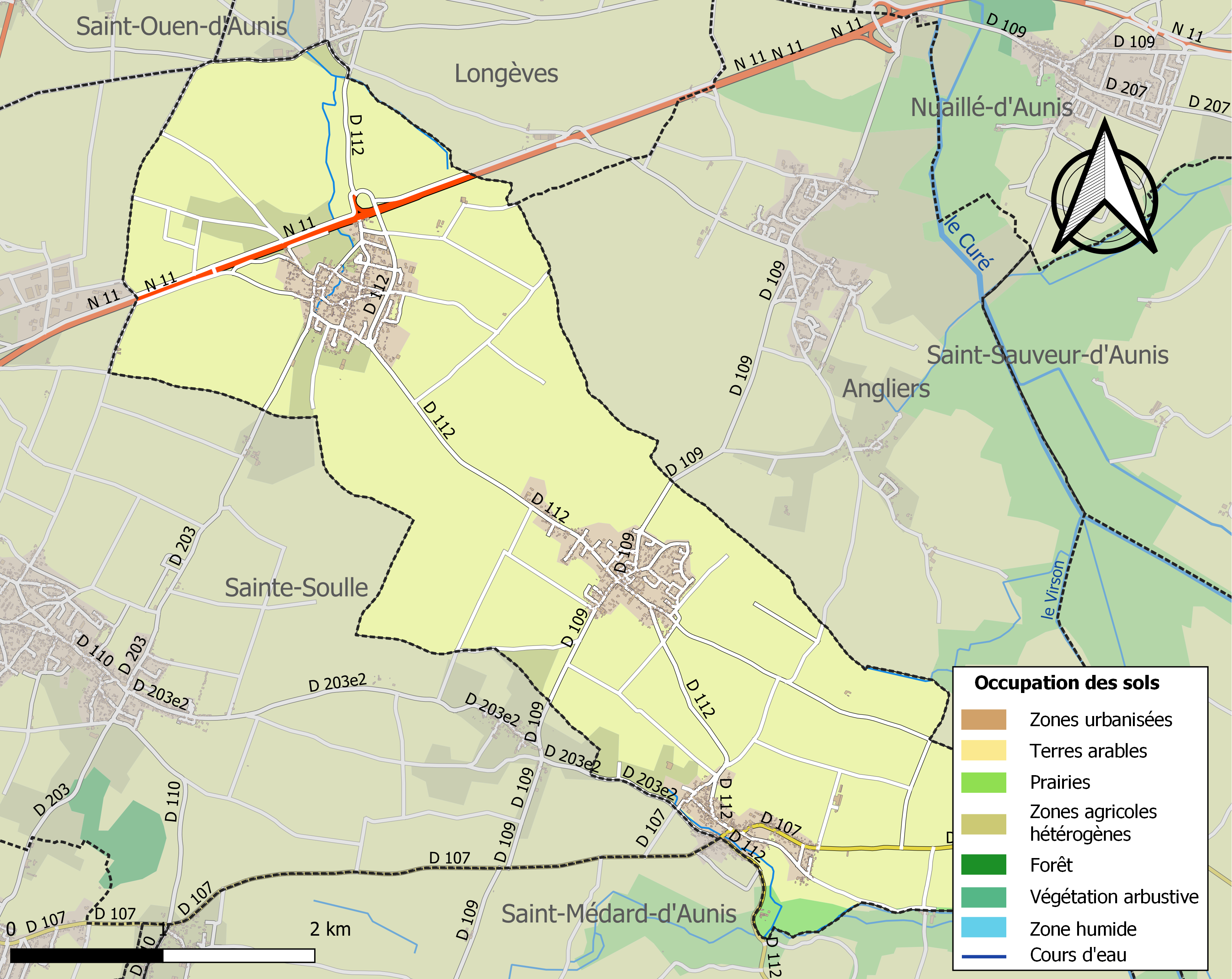
Carte des infrastructures et de l'occupation des sols de la commune en 2018 (CLC).

### Risques majeurs
Le territoire de la commune de Vérines est vulnérable à différents aléas naturels : météorologiques (tempête, orage, neige, grand froid, canicule ou sécheresse), inondations, mouvements de terrains et séisme (sismicité modérée). Il est également exposé à un risque technologique,  le transport de matières dangereuses. Un site publié par le BRGM permet d'évaluer simplement et rapidement les risques d'un bien localisé soit par son adresse soit par le numéro de sa parcelle.

#### Risques naturels
Certaines parties du territoire communal sont susceptibles d’être affectées par le risque d’inondation par débordement de cours d'eau. La commune a été reconnue en état de catastrophe naturelle au titre des dommages causés par les inondations et coulées de boue survenues en 1982, 1999 et 2010,.

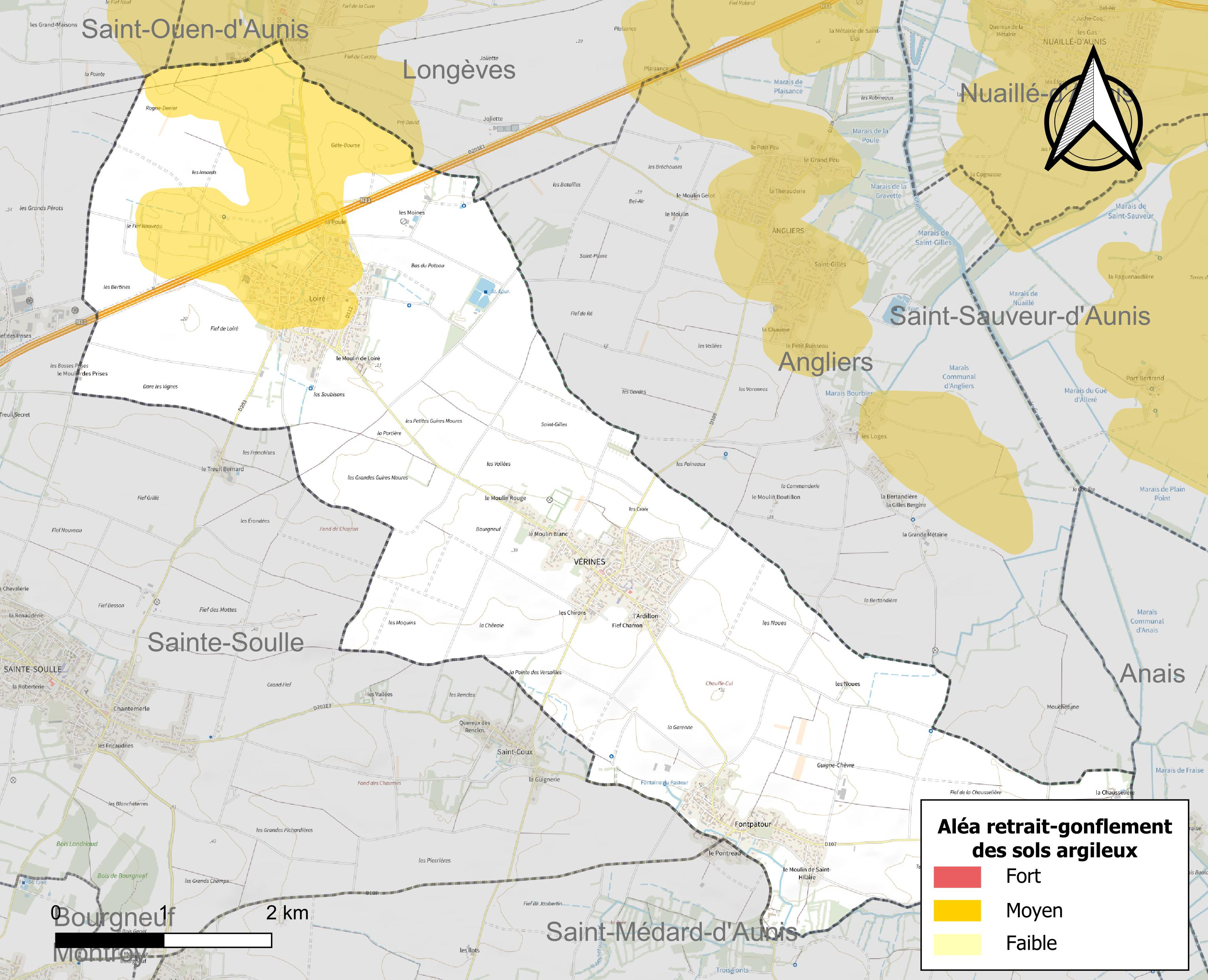
Carte des zones d'aléa retrait-gonflement des sols argileux de Vérines.

Les mouvements de terrains susceptibles de se produire sur la commune sont des tassements différentiels.
Le retrait-gonflement des sols argileux est susceptible d'engendrer des dommages importants aux bâtiments en cas d’alternance de périodes de sécheresse et de pluie. 13,8 % de la superficie communale est en aléa moyen ou fort (54,2 % au niveau départemental et 48,5 % au niveau national). Sur les 935 bâtiments dénombrés sur la commune en 2019,  231 sont en aléa moyen ou fort, soit 25 %, à comparer aux 57 % au niveau départemental et 54 % au niveau national. Une cartographie de l'exposition du territoire national au retrait gonflement des sols argileux est disponible sur le site du BRGM,.
Par ailleurs, afin de mieux appréhender le risque d’affaissement de terrain, l'inventaire national des cavités souterraines permet de localiser celles situées sur la commune.
Concernant les mouvements de terrains, la commune a été reconnue en état de catastrophe naturelle au titre des dommages causés par la sécheresse en 2003 et par des mouvements de terrain en 1999 et 2010.

#### Risques technologiques
Le risque de transport de matières dangereuses sur la commune est lié à sa traversée par une ou des infrastructures routières ou ferroviaires importantes ou la présence d'une canalisation de transport d'hydrocarbures. Un accident se produisant sur de telles infrastructures est susceptible d’avoir des effets graves sur les biens, les personnes ou l'environnement, selon la nature du matériau transporté. Des dispositions d’urbanisme peuvent être préconisées en conséquence.

## Toponymie
Le nom de la localité est attesté sous la forme Verines en 1269.
L'origine du toponyme n'est pas éclaircie avec certitude :
- Du bas latin *vitr-ina, dérivé hypothétique en -ina de vitrium « verre », signalant un atelier de verrerie[15];
- Du latin veterinae « bêtes de somme »[16] (comprendre sans doute veterinas accusatif féminin pluriel de veterinus, dérivé de vetus, -eris « vieux », le sens étymologique est « qui n'est propre qu'à porter les fardeaux » en parlant d'« animaux vieillis, de bêtes de somme »). Il a pu se dire d’écuries ou de relais de poste le long d’une route, où on logeait chevaux, ânes, mulets, etc.[16] ou *veterinas (*terras) pris au sens hypothétique d'« anciennes terres, abandonnées », pouvant être passé de manière conjecturelle par le latin veteretum « friche, terrain abandonné »[17].

Remarque : Albert Dauzat et Ernest Nègre rapprochent Vérines des toponymes situés pour l'essentiel dans le croissant et dans le domaine d'oc Verrines (Deux-Sèvres, Vedrina 1269); Veyrines (Dordogne, Vitrini 1269); Védrines (Cantal, Vedrinae 1224); Védrines (Lorlanges, Haute-Loire, Vidrinas XIe siècle) + noms d'une vingtaine de hameaux du Massif central, etc.,.
Concernant le nom du hameau de Loiré, il provient de l'anthroponyme gallo-romain Lorius, suivi du suffixe -acum.

## Administration

### Liste des maires
| Période                                  | Période   | Identité         | Étiquette | Qualité                                                         |
| ---------------------------------------- | --------- | ---------------- | --------- | --------------------------------------------------------------- |
| Les données manquantes sont à compléter. |           |                  |           |                                                                 |
|                                          |           |                  |           |                                                                 |
| mars 1977                                | juin 1995 | François Métayer |           |                                                                 |
| juin 1995                                | mars 2008 | Alain Auteffe    |           |                                                                 |
| mars 2008                                | mai 2020  | Line Lafougère   | DVG       | Conseillère départementale du canton de La Jarrie (2015 → 2021) |
| mai 2020                                 | en cours  | Line Méode       | DVG       | Professeure retraitée                                           |

## Démographie

### Évolution démographique
L'évolution du nombre d'habitants est connue à travers les recensements de la population effectués dans la commune depuis 1793. Pour les communes de moins de 10 000 habitants, une enquête de recensement portant sur toute la population est réalisée tous les cinq ans, les populations de référence des années intermédiaires étant quant à elles estimées par interpolation ou extrapolation. Pour la commune, le premier recensement exhaustif entrant dans le cadre du nouveau dispositif a été réalisé en 2004.

En 2022, la commune comptait 2 375 habitants, en évolution de +6,98 % par rapport à 2016 (Charente-Maritime : +4,04 %, France hors Mayotte : +2,11 %).
| 1793 | 1800 | 1806  | 1821  | 1831  | 1836  | 1841  | 1846  | 1851  |
| ---- | ---- | ----- | ----- | ----- | ----- | ----- | ----- | ----- |
| 918  | 876  | 1 062 | 1 126 | 1 264 | 1 328 | 1 294 | 1 326 | 1 341 |

| 1856  | 1861  | 1866  | 1872  | 1876  | 1881  | 1886  | 1891 | 1896 |
| ----- | ----- | ----- | ----- | ----- | ----- | ----- | ---- | ---- |
| 1 414 | 1 430 | 1 353 | 1 272 | 1 260 | 1 212 | 1 118 | 974  | 980  |

| 1901 | 1906 | 1911 | 1921 | 1926 | 1931 | 1936 | 1946 | 1954 |
| ---- | ---- | ---- | ---- | ---- | ---- | ---- | ---- | ---- |
| 914  | 919  | 877  | 745  | 784  | 730  | 766  | 708  | 766  |

| 1962 | 1968 | 1975 | 1982  | 1990  | 1999  | 2004  | 2006  | 2009  |
| ---- | ---- | ---- | ----- | ----- | ----- | ----- | ----- | ----- |
| 758  | 729  | 785  | 1 022 | 1 166 | 1 377 | 1 612 | 1 642 | 1 857 |

| 2014  | 2019  | 2022  | - | - | - | - | - | - |
| ----- | ----- | ----- | - | - | - | - | - | - |
| 2 184 | 2 296 | 2 375 | - | - | - | - | - | - |

## Lieux et monuments
- L'église Notre-Dame de l'Assomption.

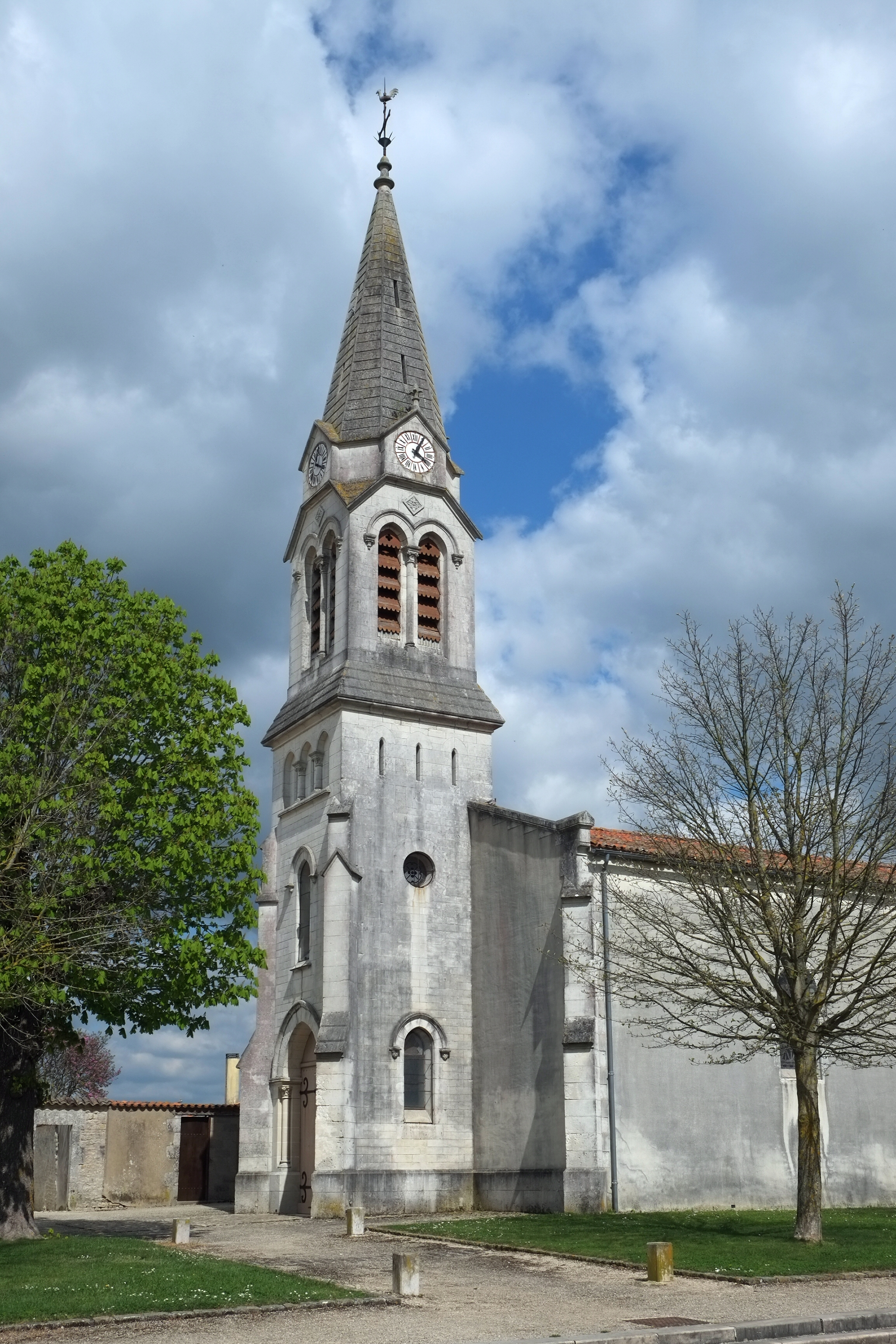
Église Notre-Dame de l'Assomption.

- Le château de Fontpatour, qui ressemble à un petit manoir du XIXe siècle.
- L'ancienne laiterie industrielle et caséinerie de Fontpatour, construite au début du XXe siècle et située à l'extérieur du village.

## Personnalités liées à la commune
Alexandre de Labadie d'Aurnay militaire renommé du XVIIIe siècle, né à Vérines en 1687